# 赤木健介
赤木 健介（あかぎ けんすけ、1907年3月2日 - 1989年11月7日）は、日本の詩人、歌人、編集者、歴史家。本名・赤羽 寿（あかばね ひさし）、別名・伊豆 公夫（いず きみお）。

## 来歴
青森市生まれ。九州帝国大学法文学部中退。姫路高等学校時代から『アララギ』に投稿、1928年の三・一五事件以来、左翼運動に挺身。1933年、検挙投獄。1935年、出獄ののち、渡辺順三らの『短歌評論』に参加。1932年、唯物論研究会に属し、日本共産党に入党するが、1938年、一斉検挙にあい、1944年に判決が下って下獄。この間、1940年に「在りし日の東洋詩人たち」で第4回透谷文学賞を受賞した。敗戦後、1945年10月に連合軍により解放される。戦後は、民主主義科学者協会に所属、1946年日本共産党に入党。1949年、『アカハタ』編集部文化部長。新日本歌人協会に所属、また『人民文学』にもかかわり、1951年編集長に就任した。1956年-1980年、春秋社に勤務。

## 逸話
左翼として戦後活躍した赤木だが、伊豆公夫名義で1942年に出版した歌集『意慾』には太平洋戦争開戦を礼讃する「決戦」という歌が掲載されていた。戦後の赤木は古本屋を廻ってこの本を買い集め、自宅で焼いたと噂されている。
この7首の短歌について、「私の戦時中のレジスタンスの汚点」「終生の汚辱」とのちに述べた。
なお、1954年に刊行された詩集『スターリン讃歌』の編集も務めており、同書には、彼の詩も収録されている。

## 著書
- 『日本古代史』 叢文閣 1933
- 『明日 伊豆公夫詩集』 赤木健介 綜合書院、1935
- 『日本史學史 : 日本歴史研究の基礎』伊豆公夫 白揚社 1936.5[3]
- 『新井白石』 伊豆公夫 白揚社 1938
- 『在りし日の東洋詩人たち』 白揚社 1940
- 『人生論』 白揚社 1940
- 『世界史入門』 白揚社 1940
- 『世界歴史の話』 田中宋栄堂 1942 (青少年文化読本)
- 『路程標』 白揚社 1942
- 『読書案内』 伊藤書店 1942
- 『意慾 歌集』 文化再出発の会 1942 (魚鱗叢書)
- 『交響曲第九番 詩集』 伊藤書店 1943
- 『短歌の理論』 昭森社 1944
- 『青年に愬ふ』 伊豆公夫 伊藤書店 1946 (人民群書)
- 『日本古代史』 光文社 1946
- 『歴史学入門』 霞ケ関書房札幌支社 1947
- 『日本史学史』 伊豆公夫 月曜書房 1947
- 『現代史 二つの現在の瞬間に』 九州評論社 1947
- 『社会発展の理論』 伊豆公夫 青木書店 1948
- 『英雄と民衆 歴史物語』 伊豆公夫 労働文化社 1948
- 『日本文化史研究 第1巻』 伊豆公夫 月曜書房 1948
- 『青年のための世界歴史』 伊豆公夫 正旗社 1948
- 『世界歴史』 伊豆公夫 ナウカ社 1948 (ナウカ講座)
- 『在りし日の東洋詩人たち』 史学社 1948
- 『敍事詩集』赤木健介 正旗社 1949.3 限定版[4]
- 『何を読むべきか マルクス主義文献解説』 伊豆公夫 正旗社 1949
- 『人民の世界史』 伊豆公夫 正旗社 1949
- 『日本現代史の基礎知識 現代日本三十年史』 伊豆公夫 世界評論社 1949 (新らしい知識講座)
- 『青年論』 伊豆公夫 古明地書店 1949
- 『世界文学史』 労働教育協会 1949
- 『人生古典 生活の智慧』 伊豆公夫 白揚社 1949
- 『短歌教室』 同光社磯部書房 1952
- 『日本歴史』 伊豆公夫 駿台社 1953
- 『新しい読書案内 何をどう読んだらよいか』 泰光堂 1954 (教育選書)
- 『歴史をつくる人間 人物で描いた新しい日本歴史』 伊豆公夫 文理書院 1956
- 『青春の人生論』 泰光堂 1956 (教養選書)
- 『やさしい短歌の作り方』 文理書院 1957 (緑の新書)
- 『複眼 詩集』 起点社 1969
- 『赤木健介歌集』 全3巻 短歌新聞社 1979-1985
- 『花大根 赤羽美禰子の一生』 ベルデ出版社 1987.12
- 『Requiem 鎮魂歌』 歌集 ベルデ出版社 1988.11
- 『一燈を凝視めて : 赤木健介拾遺集』増岡敏和、上原章三編 ながらみ書房 1992.2

## 共著
- 『日本軍事発達史』 伊豆公夫、松下芳男 三笠書房 1938
- 『近代主義批判』 伊豆公夫編 同友社 1949
- 『日本のうたごえ』 壷井繁治共著 淡路書房 1955

## 翻訳
- 『入門百科全書』 第1-4 ナオミ・ミッチソン 白揚社 1942-1943

## 参考
- 『日本近代文学大事典』
- 『進歩的文化人　学者先生戦前戦後言質集』 全貌社 1957年